# Apteromesus maculatus
Apteromesus maculatus is een keversoort uit de familie loopkevers (Carabidae). De wetenschappelijke naam van de soort is voor het eerst geldig gepubliceerd in 1910 door D. Sharp, 190.